# Secretaria de Estado do Entorno do Distrito Federal (Goiás)
| Secretaria de Estado do Entorno do Distrito Federal |                                  |
| https://goias.gov.br/entorno/                       |                                  |
| Criação                                             | 16 de fevereiro de 2023 (2 anos) |
|                                                     |                                  |
|                                                     |                                  |
| Atual secretária                                    | Maria Caroline Fleury de Lima    |
| Orçamento                                           | R$ 50.000,00 (em 2024)           |

A Secretaria de Estado do Entorno do Distrito Federal (SEDF-GO) é um órgão público integrante ao Governo do Estado de Goiás, responsável pela gerência do Entorno de Brasília. Foi criada em 16 de fevereiro de 2023, no início do segundo mandato de Ronaldo Caiado, sendo a mais nova secretaria estadual da unidade federativa. Sua pasta anteriormente era técnica, tendo um todo de 12 ex-secretários.

## Lista de secretários
| Pasta técnica da Secretaria de Desenvolvimento Social        | Pasta técnica da Secretaria de Desenvolvimento Social | Pasta técnica da Secretaria de Desenvolvimento Social | Pasta técnica da Secretaria de Desenvolvimento Social | Pasta técnica da Secretaria de Desenvolvimento Social | Pasta técnica da Secretaria de Desenvolvimento Social     | Pasta técnica da Secretaria de Desenvolvimento Social |
| N.º                                                          | Nome                                                  | Retrato                                               | Início do mandato                                     | Fim do mandato                                        | Governador de Goiás                                       | Referências                                           |
| ------------------------------------------------------------ | ----------------------------------------------------- | ----------------------------------------------------- | ----------------------------------------------------- | ----------------------------------------------------- | --------------------------------------------------------- | ----------------------------------------------------- |
| 1                                                            | Honor Cruvinel de Oliveira                            |                                                       | 1º de janeiro de 1999                                 | 1º de janeiro de 2003                                 | Marconi Perillo (1999-2006) Alcides Rodrigues (2006-2011) | [ 5 ]                                                 |
| 2                                                            | Francisco Gomes de Abreu                              |                                                       | 1º de janeiro de 2003                                 | 27 de abril de 2004                                   | Marconi Perillo (1999-2006) Alcides Rodrigues (2006-2011) | [ 5 ]                                                 |
| 3                                                            | Linda Olinda Olívia Corrêa Monteiro                   |                                                       | 27 de abril de 2004                                   | 1º de janeiro de 2007                                 | Marconi Perillo (1999-2006) Alcides Rodrigues (2006-2011) | [ 5 ]                                                 |
| 4                                                            | Flávia Carreiro de Albuquerque Morais                 |                                                       | 1º de janeiro de 2007                                 | 2 de abril de 2010                                    | Marconi Perillo (1999-2006) Alcides Rodrigues (2006-2011) | [ 5 ]                                                 |
| 5                                                            | Dineuvan Ramos de Oliveira                            |                                                       | 2 de abril de 2010                                    | 1 de janeiro de 2011                                  | Marconi Perillo (1999-2006) Alcides Rodrigues (2006-2011) | [ 5 ]                                                 |
| 6                                                            | Henrique Arantes                                      |                                                       | 1 de janeiro de 2011                                  | 1º de janeiro de 2014                                 | Marconi Perillo (2011-2018) José Eliton (2018-2019)       | [ 5 ]                                                 |
| 7                                                            | Francisco de Assis Peixoto                            |                                                       | 1º de janeiro de 2014                                 | 1º de janeiro de 2015                                 | Marconi Perillo (2011-2018) José Eliton (2018-2019)       | [ 5 ]                                                 |
| 8                                                            | Lêda Borges                                           |                                                       | 1º de janeiro de 2015                                 | 31 de janeiro de 2018                                 | Marconi Perillo (2011-2018) José Eliton (2018-2019)       | [ 5 ]                                                 |
| 9                                                            | André Ariza Naves                                     |                                                       | 31 de janeiro de 2018                                 | 6 de abril de 2018                                    | Marconi Perillo (2011-2018) José Eliton (2018-2019)       | [ 5 ]                                                 |
| 10                                                           | Murilo Mendonça Barra                                 |                                                       | 6 de abril de 2018                                    | 1 de janeiro de 2019                                  | Marconi Perillo (2011-2018) José Eliton (2018-2019)       | [ 5 ]                                                 |
| 11                                                           | Marcos Ferreira Cabral                                |                                                       | 1 de janeiro de 2019                                  | 4 de outubro de 2019                                  | Ronaldo Caiado                                            | [ 5 ]                                                 |
| 12                                                           | Lúcia Vânia                                           |                                                       | 4 de outubro de 2019                                  | 22 de março de 2021                                   | Ronaldo Caiado                                            | [ 5 ]                                                 |
| Secretários do Entorno do Distrito Federal (2023-atualidade) |                                                       |                                                       |                                                       |                                                       |                                                           |                                                       |
| 1                                                            | Maria Caroline Fleury de Lima                         |                                                       | 16 de fevereiro de 2023                               | atualidade                                            | Ronaldo Caiado                                            | [ 6 ] [ 7 ]                                           |